# Mitsuoka Galue
Mitsuoka Galue — серия люксовых автомобилей, выпускаемых компанией Mitsuoka с 1996 года.

## Первая серия
Первая серия состоит из трёх поколений: Galue-I, Galue-II и Galue-III.

### Galue-I

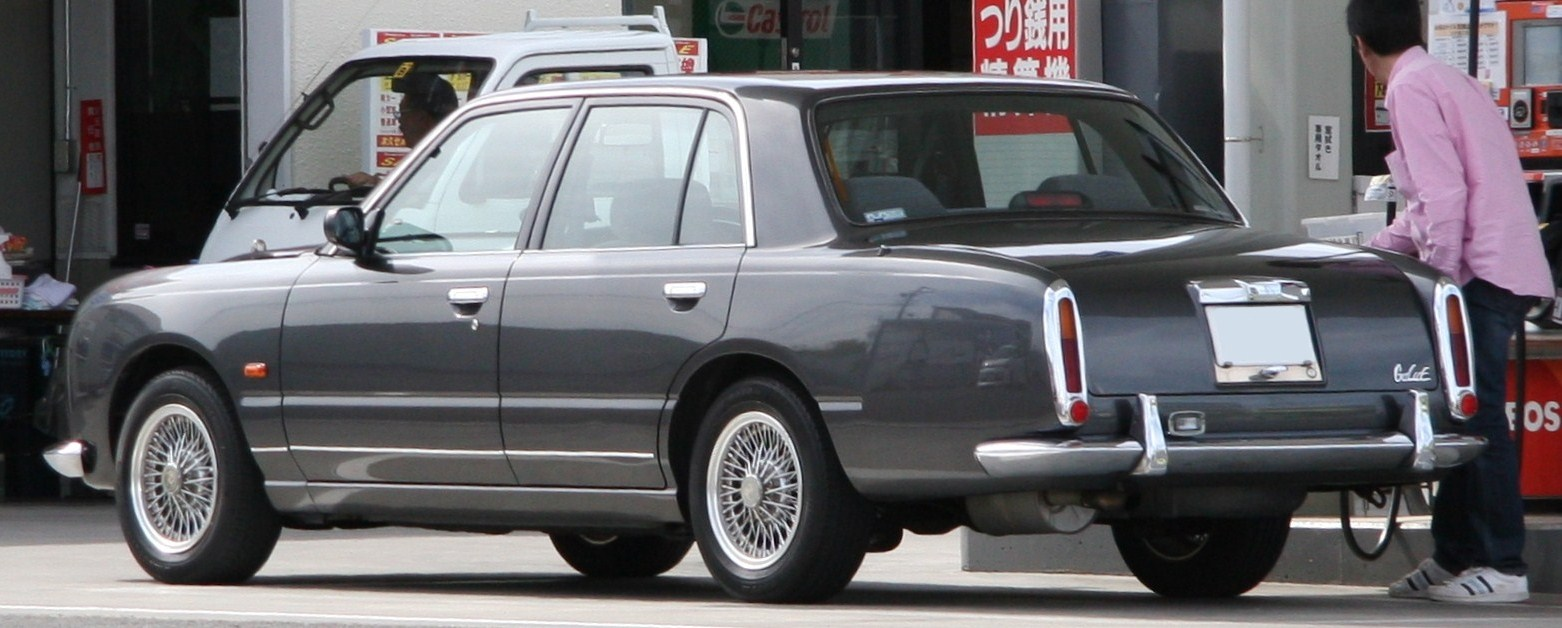
Galue-I

Galue-I выпущен на базе Nissan Crew, с которым разделяет 2,0-литровый двигатель RB20E и другие детали. Дизайн передней и задней части был изменён для придания более классического внешнего вида. Интерьер был оснащён кожаными сиденьями и деревянной отделкой. Дополнениями служат хромированные дверные ручки и спицевые колёса. Автомобиль выпускался с 1996 по 1999 год.

### Galue-II

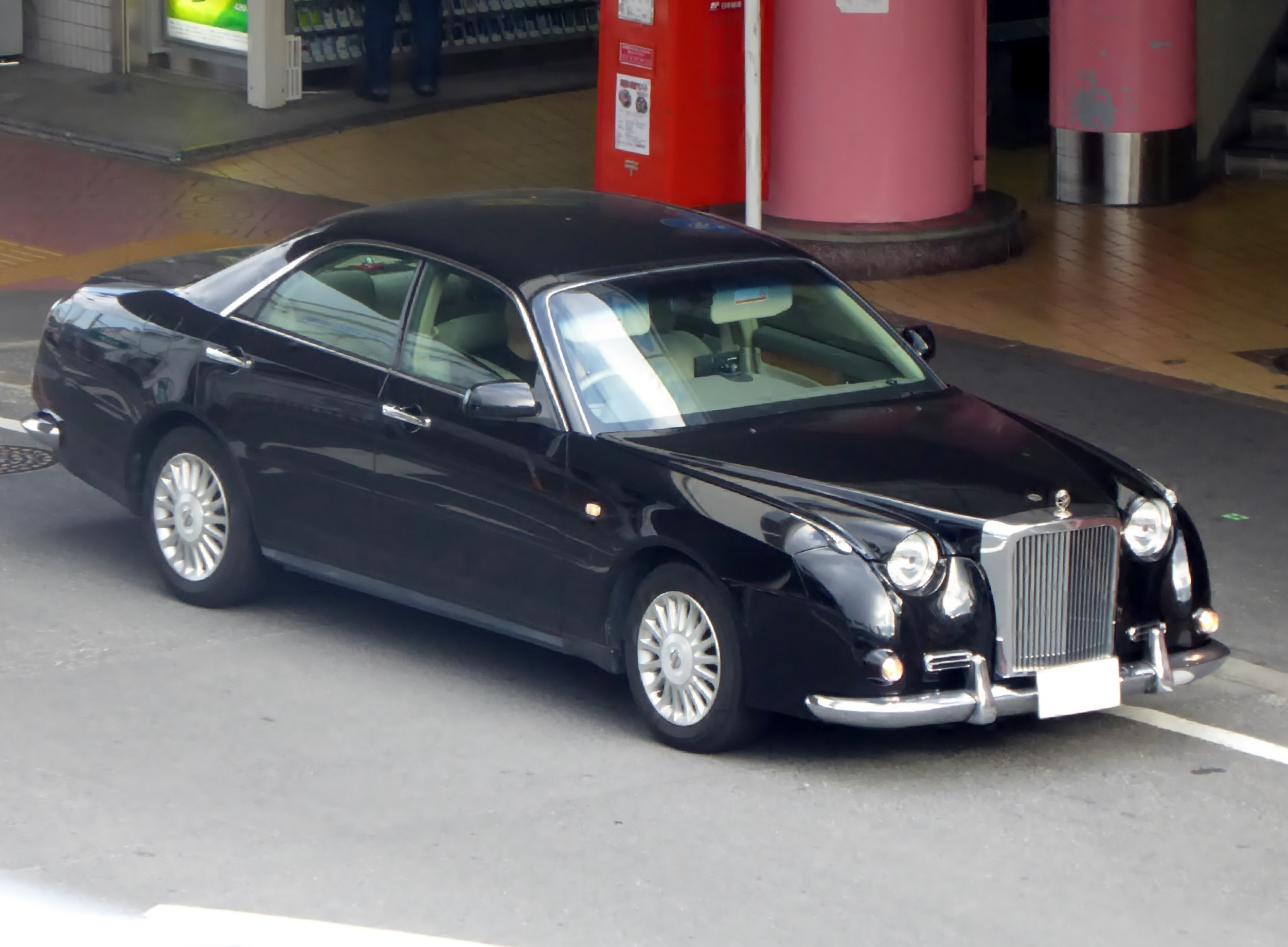
Mitsuoka Galue-II

Galue-II выпущен на базе хардтопов Nissan Cedric Y34 и Nissan Gloria Y34. Дизайн переда и зада вновь был изменён; также была модернизирована внутренняя отделка. Стиль кузова стал более экстравертным, чем у Galue-I, включая легкосплавные диски со спицами вместо дисковых или спицевых. Galue-II приводился в движение бензиновыми шестицилиндровыми двигателями VQ объёмом 2,5—3 литра. Серийно автомобиль выпускался с 1999 по 2005 год.

### Galue-III
Galue-III выпущен на базе Nissan Fuga Y50. Бамперы стали заметно тоньше, чем у Galue-II, а решётка радиатора стала толще, что существенно изменило внешний вид передней части автомобиля. Интерьер также был обновлён. Galue-III приводился в движение бензиновыми шестицилиндровыми двигателями VQ объёмом 2,5—3,5 л. С 2005 года автомобиль имел индекс Galue, а с февраля 2008 года — Galue-III.

### Кабриолет

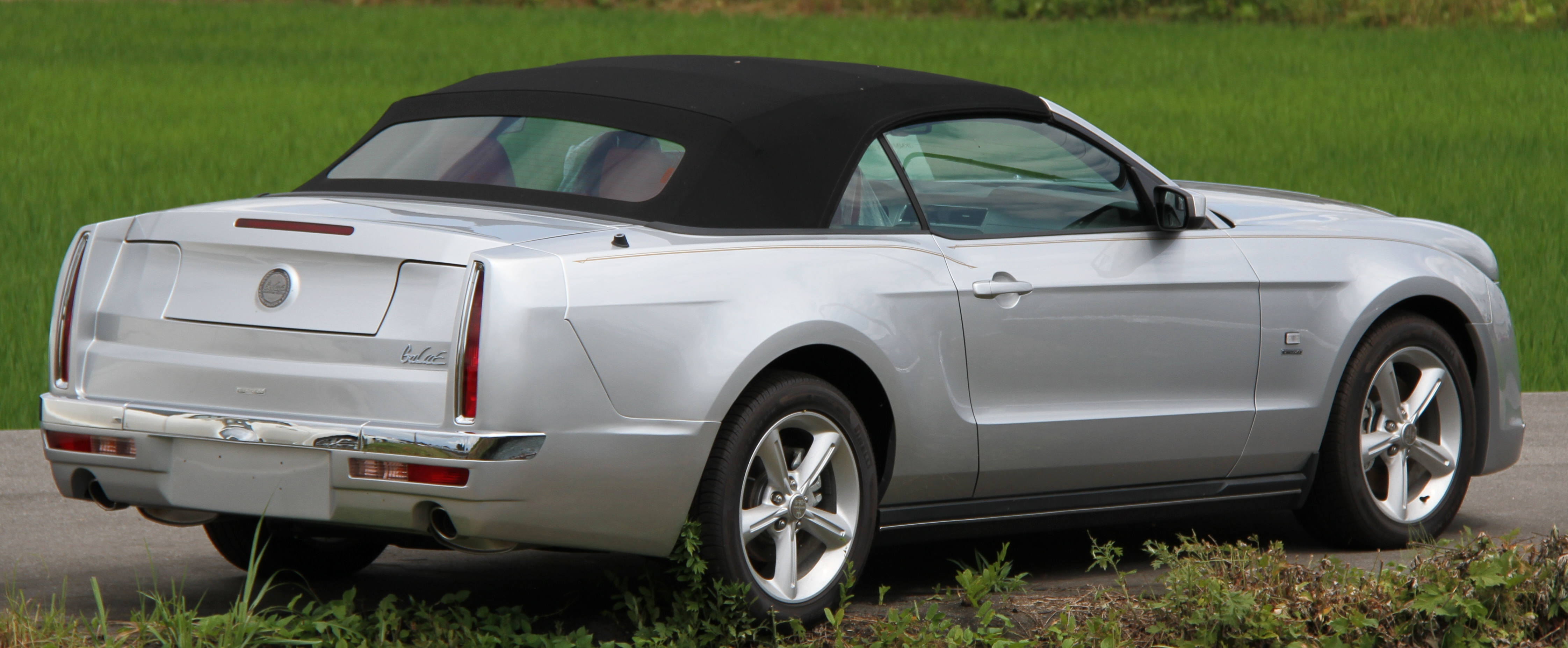
Вид сзади

Кабриолет продавался с 2007 года в Китае, на Ближнем Востоке и в Южной Корее. Прародителем стал Ford Mustang, с которым кабриолет разделял 4,0-литровый двигатель Cologne V6 и 4,6-литровый двигатель Modular V8. С 2010 года автомобиль приводился в движение 3,7-литровым двигателем Duratec 37 и 5,0-литровым двигателем Coyote V8.

## Вторая серия: Galue 204

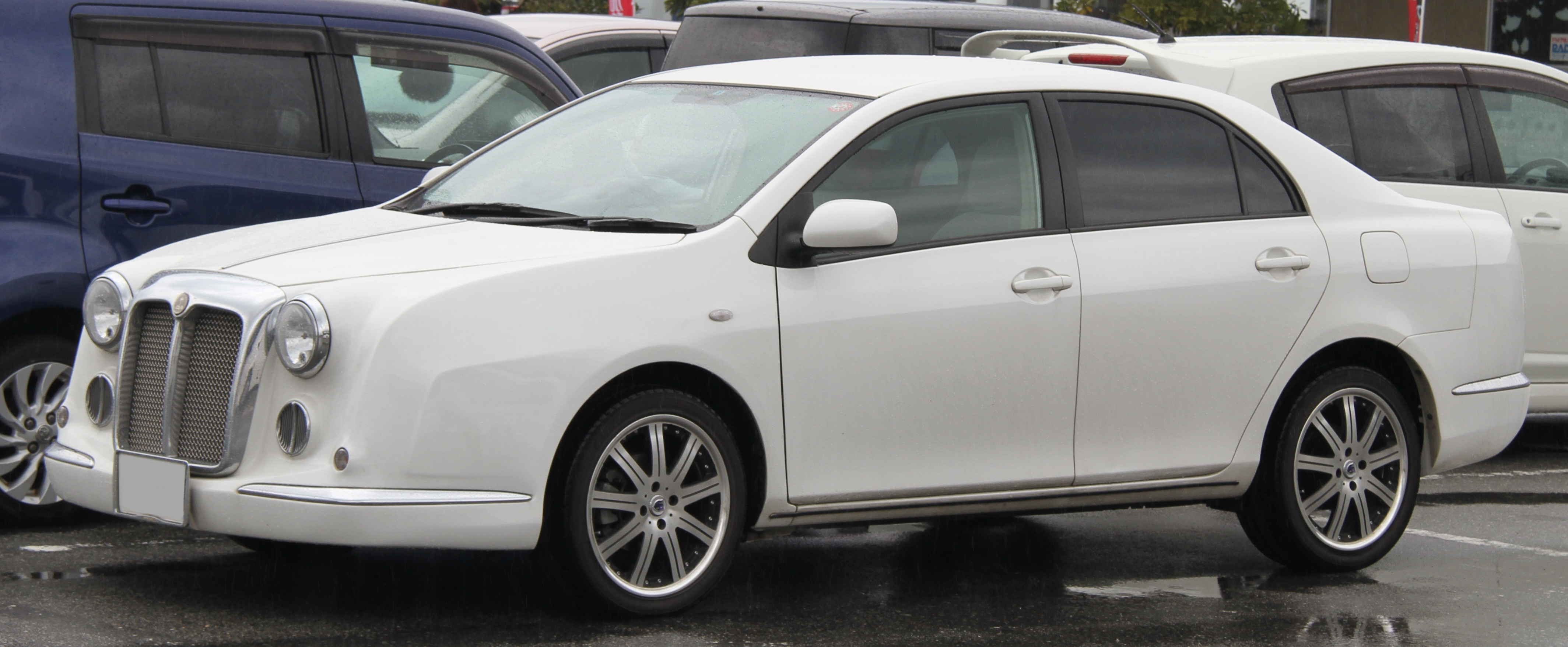
Mitsuoka Galue 204

Galue 204 выпущен на базе Toyota Corolla Axio. Автомобиль приводился в движение 1,5-литровым двигателем 1NZ-FE или же 2,8-литровым двигателем 2ZR-FAE. Также были изменены дизайн кузова и внутренняя отделка. Радиаторная решётка имеет проволочную сетку вместо хромированных планок.

## Третья серия

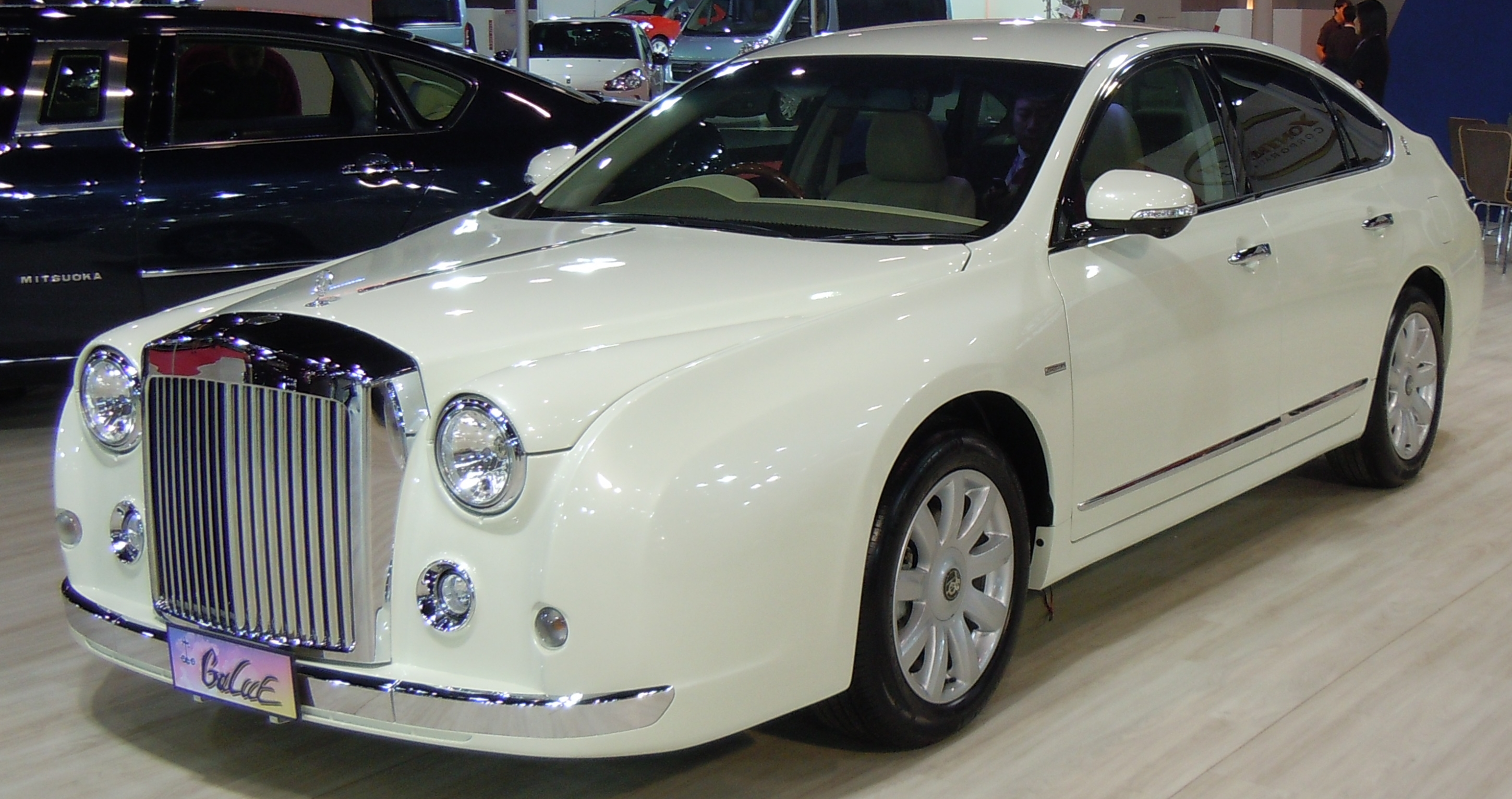
2011 Mitsuoka Galue

Третья серия Mitsuoka Galue была представлена в 2010 году на базе Nissan Teana J32. Автомобиль был удлинён на 100 мм, а дизайн передней части снова был изменён. Интерьер был почти идентичен Teana за исключением эмблемы на рулевом колесе. В 2012 году был снят с производства 3,5-литровый двигатель V6, и произошли различные внешние и внутренние изменения. Модель Galue Vigore, выпущенная ограниченным тиражом, была выпущена в 2013 году. Основанная на отделке 25LX, она имела сиденья из алькантары и кружевные занавески на задних дверях, а также радиоприёмник BOSE surround sound.

## Четвёртая серия
Четвёртая серия Mitsuoka Galue была представлена в 2015 году на базе Nissan Teana L33, но с задними огнями, идентичными Fiat 500. Версия с левым рулём была основана на канадском Altima 3.5 SL.

## Нумерация
| Годы производства      | Crew    | Cedric   | Fuga      | Corolla   | Teana/Altima |
| ---------------------- | ------- | -------- | --------- | --------- | ------------ |
| 1996—1999              | Galue   | —        | —         | —         | —            |
| 1999—2001              | Galue-I | Galue-II | —         | —         | —            |
| 2001—2006              | —       | Galue-II | —         | —         | —            |
| 2006—2008              | —       | —        | Galue     | —         | —            |
| 2008—2014              | —       | —        | Galue-III | Galue 204 | —            |
| 2015 — настоящее время | —       | —        | —         | —         | Galue-IV / V |